# 3459 Bodil
3459 Bodil eller 1986 GB är en asteroid i huvudbältet som upptäcktes den 2 april 1986 av den danska astronomen Poul Jensen vid Brorfelde-observatoriet. Den är uppkallad efter upptäckarens fru, Bodil Jensen.
Asteroiden har en diameter på ungefär 7 kilometer och den tillhör asteroidgruppen Flora.